# 伊恩·哈金
伊恩·哈金（英語：Ian MacDougall Hacking，1936年2月18日—2023年5月10日）是加拿大哲学家，加拿大皇家學會会士，英國國家學術院院士，专业领域为科学哲学科学史教授，曾获得加拿大勋章。